# Venezuela na Letních olympijských hrách 1984
Venezuela se účastnila Letní olympiády 1984 v americkém Los Angeles. Zastupovalo ji 26 sportovců (25 mužů a 1 žena) v 10 sportech.

## Medailisté
| Medaile | Jméno             | Sport   | Soutěž                        |
| ------- | ----------------- | ------- | ----------------------------- |
| Bronz   | Marcelino Bolivar | Box     | Muži váha lehká muší do 49 kg |
| Bronz   | Omar Catari       | Box     | Muži pérová váha do 57 kg     |
| Bronz   | Rafael Vidal      | Plavání | Muži 200 m motýlek            |